# Luigi Günther II di Schwarzburg-Rudolstadt
Luigi Günther II di Schwarzburg-Rudolstadt (anche noto come Luigi Günther IV; Rudolstadt, 22 ottobre 1708 – Rudolstadt, 29 agosto 1790) fu principe regnante di Schwarzburg-Rudolstadt dal 1767 fino alla sua morte.

## Biografia
Luigi Günther era il più giovane dei figli maschi del principe Luigi Federico I e di sua moglie, Anna Sofia di Sassonia-Gotha-Altenburg ed aveva sette sorelle e tre fratelli con cui crebbe a Rudolstadt (due sorelle erano già morte prime della sua nascita).
Cominciò i suoi studi nel 1722 a Utrecht, intervallati da un soggiorno a Ginevra nel 1723. Nel 1724, a causa di problemi di salute, si recò in Italia, dove poté ammirare il patrimonio artistico. Il viaggio si concluse nel 1725 con visite a Ginevra e Berna. Alla sua nascita era quarto nella linea di successione, ma con la morte di due dei suoi fratelli maggiori era passato al secondo posto nel 1726.
Tra il 1726 e il 1731 fu ancora al servizio dell'Austria come colonnello a Milano, ma problemi all'orecchi posero fine alla sua carriera militare. Prima di quella data era tornato a Rudolstadt soltanto due volte.
Tra il 1734 ed il 1741, fece costruire per sé sotto il castello di Heidecksburg, una residenza barocco, il castello di Ludwigsburg.
Dopo la morte del nipote, il principe Giovanni Federico, nel 1767, a 59 anni, ereditò il principato di Schwarzburg-Rudolstadt. La maggior parte delle attività del governo furono trattate dal suo cancelliere, Christian Ulrich von Ketelhodt, con il cui ebbe un buon rapporto di lavoro. Il principe amava altre occupazioni e in particolare i cavalli.
Nel 1784, accordò una concessione di traccia a tre famiglie ebree di Dessau, creando così le basi per la comunità ebraica di Rudolstadt.
Si era trasferito dal castello di Ludwigsburg a quello di Heidecksburg. Successivamente Ludwigsburg ospitò la collezione di storia naturale di proprietà del principe ereditario, Federico Carlo, e la collezione di monete che lui stesso aveva cominciato nel 1738. 
Sua madre, che possedeva una raccolta di rarità lei stessa, aveva suscitato la sua passione per il collezionismo e gli era stata mostrata la collezione di monete di suo zio, il duca Federico II di Sassonia-Gotha-Altenburg durante una visita a Gotha. Questa collezione, che era stata ampliata nel 1712 con l'acquisto della collezione del principe Antonio Günther II di Schwarzburg-Sondershausen, tra le più importanti collezioni numismatiche nel XVIII secolocon una raccolta differenziata di oltre 600 medaglioni bratteati medievali.
Continuò ad ampliare la collezione con altri acquisti e nel 1776 la archiviò.. Alcune delle monete furono vendute dai suoi successori, passando dai 1.919 esemplari agli attuali 1.710 reperti, oggi parte di una raccolta di 5.000 pezzi della collezione di monete i Heidecksburg.
Nel 1778 fondò una biblioteca di corte nell'ala ovest del castello di Heidecksburg, gettando così le basi per la "Biblioteca Palazzo" che oggi contiene circa 7000 volumi. In aggiunta a quelle riportate dall'Italia, acquistò anche opere d'arte da artisti di fama. Lo studioso Friedrich Karl Gottlob Hirsching sottolinea nel suo Descrizioni delle biblioteche tedesche che vale la pena di vedere, del 1786, che il principe ha arricchito la sua biblioteca con una collezione di buon gusto di diverse migliaia di incisioni, tra cui alcuni di William Hogarth.
Morì il 29 agosto 1790 e gli successe come principe regnante suo figlio Federico Carlo.

## Matrimonio e figli
Luigi Günther II sposò il 22 ottobre 1733 a Greiz la contessa Sofia Enrichetta Reuss-Untergreiz (1711-1771). Ebbero quattro figli:
- Federica Sofia (1734-1734)
- Cristiana Federica (1735-1738)
- Federico Carlo (1736-1793), suo successore
- Cristiano Ernesto (1739-1739)

## Ascendenza
|                                            |                                       |                                        | Genitori                                   |  |  | Nonni |  |  | Bisnonni                                |  |  | Trisnonni                             |  |
|                                            |                                       |                                        |                                            |  |  |       |  |  | Luigi Günther di Schwarzburg-Rudolstadt |  |  | Alberto VII di Schwarzburg-Rudolstadt |  |
|                                            |                                       |                                        |                                            |  |  |       |  |  | Luigi Günther di Schwarzburg-Rudolstadt |  |  | Alberto VII di Schwarzburg-Rudolstadt |  |
|                                            |                                       | Giuliana di Nassau-Dillenburg          |                                            |  |  |       |  |  | Luigi Günther di Schwarzburg-Rudolstadt |  |  |                                       |  |
| Alberto Antonio di Schwarzburg-Rudolstadt  |                                       |                                        |                                            |  |  |       |  |  | Luigi Günther di Schwarzburg-Rudolstadt |  |  |                                       |  |
|                                            |                                       | Emilia di Oldenburg                    | Antonio II di Oldenburg                    |  |  |       |  |  |                                         |  |  |                                       |  |
|                                            |                                       | Emilia di Oldenburg                    | Antonio II di Oldenburg                    |  |  |       |  |  |                                         |  |  |                                       |  |
|                                            |                                       | Emilia di Oldenburg                    | Sibilla Elisabetta di Brunswick-Dannenberg |  |  |       |  |  |                                         |  |  |                                       |  |
| Luigi Federico I di Schwarzburg-Rudolstadt |                                       | Emilia di Oldenburg                    |                                            |  |  |       |  |  |                                         |  |  |                                       |  |
|                                            |                                       | Alberto Federico di Barby-Mühlingen    | Jost di Barby-Mühlingen                    |  |  |       |  |  |                                         |  |  |                                       |  |
|                                            |                                       | Alberto Federico di Barby-Mühlingen    | Jost di Barby-Mühlingen                    |  |  |       |  |  |                                         |  |  |                                       |  |
|                                            |                                       | Alberto Federico di Barby-Mühlingen    | Sofia di Schwarzburg-Rudolstadt            |  |  |       |  |  |                                         |  |  |                                       |  |
| Emilia Giuliana di Barby-Muehlingen        |                                       | Alberto Federico di Barby-Mühlingen    |                                            |  |  |       |  |  |                                         |  |  |                                       |  |
|                                            |                                       | Ursula di Oldenburg-Delmenhorst        | Antonio II di Oldenburg-Delmenhorst        |  |  |       |  |  |                                         |  |  |                                       |  |
|                                            |                                       | Ursula di Oldenburg-Delmenhorst        | Antonio II di Oldenburg-Delmenhorst        |  |  |       |  |  |                                         |  |  |                                       |  |
|                                            |                                       | Ursula di Oldenburg-Delmenhorst        | Sibilla Elisabetta di Brunswick-Lunenburg  |  |  |       |  |  |                                         |  |  |                                       |  |
| Luigi Günther II di Schwarzburg-Rudolstadt |                                       | Ursula di Oldenburg-Delmenhorst        |                                            |  |  |       |  |  |                                         |  |  |                                       |  |
|                                            | Ernesto I di Sassonia-Gotha-Altenburg | Giovanni di Sassonia-Weimar            |                                            |  |  |       |  |  |                                         |  |  |                                       |  |
|                                            | Ernesto I di Sassonia-Gotha-Altenburg | Giovanni di Sassonia-Weimar            |                                            |  |  |       |  |  |                                         |  |  |                                       |  |
|                                            | Ernesto I di Sassonia-Gotha-Altenburg | Dorotea Maria di Anhalt                |                                            |  |  |       |  |  |                                         |  |  |                                       |  |
| Federico I di Sassonia-Gotha-Altenburg     | Ernesto I di Sassonia-Gotha-Altenburg |                                        |                                            |  |  |       |  |  |                                         |  |  |                                       |  |
|                                            |                                       | Elisabetta Sofia di Sassonia-Altenburg | Giovanni Filippo di Sassonia-Altenburg     |  |  |       |  |  |                                         |  |  |                                       |  |
|                                            |                                       | Elisabetta Sofia di Sassonia-Altenburg | Giovanni Filippo di Sassonia-Altenburg     |  |  |       |  |  |                                         |  |  |                                       |  |
|                                            |                                       | Elisabetta Sofia di Sassonia-Altenburg | Elisabetta di Brunswick-Wolfenbüttel       |  |  |       |  |  |                                         |  |  |                                       |  |
| Anna Sofia di Sassonia-Gotha-Altenburg     |                                       | Elisabetta Sofia di Sassonia-Altenburg |                                            |  |  |       |  |  |                                         |  |  |                                       |  |
|                                            |                                       | Augusto di Sassonia-Weissenfels        | Giovanni Giorgio I di Sassonia             |  |  |       |  |  |                                         |  |  |                                       |  |
|                                            |                                       | Augusto di Sassonia-Weissenfels        | Giovanni Giorgio I di Sassonia             |  |  |       |  |  |                                         |  |  |                                       |  |
|                                            |                                       | Augusto di Sassonia-Weissenfels        | Maddalena Sibilla di Hohenzollern          |  |  |       |  |  |                                         |  |  |                                       |  |
| Maddalena Sibilla di Sassonia-Weissenfels  |                                       | Augusto di Sassonia-Weissenfels        |                                            |  |  |       |  |  |                                         |  |  |                                       |  |
|                                            |                                       | Anna Maria di Mecleburgo-Schwerin      | Adolfo Federico I di Meclemburgo-Schwerin  |  |  |       |  |  |                                         |  |  |                                       |  |
|                                            |                                       | Anna Maria di Mecleburgo-Schwerin      | Adolfo Federico I di Meclemburgo-Schwerin  |  |  |       |  |  |                                         |  |  |                                       |  |
|                                            |                                       | Anna Maria di Mecleburgo-Schwerin      | Anna Maria della Firsia Orientale          |  |  |       |  |  |                                         |  |  |                                       |  |
|                                            |                                       | Anna Maria di Mecleburgo-Schwerin      |                                            |  |  |       |  |  |                                         |  |  |                                       |  |